# Монастирщина (Орловський район)
Монасти́рщина (рос. Монастырщина) — присілок у складі Орловського району Кіровської області, Росія. Входить до складу Орловського сільського поселення.
Населення становить 8 осіб (2010, 13 у 2002).
Національний склад станом на 2002 рік — росіяни 92 %.